# Hechuan
Hechuan is een stad in de provincie Chongqing van China. De stad heeft 795,780 inwoners (2020)